# Strażnica WOP Czeremcha
Strażnica w Czeremchsze:
1. podstawowy pododdział graniczny Wojsk Ochrony Pogranicza pełniący służbę ochronną na granicy polsko-radzieckiej.
2. graniczna jednostka organizacyjna polskiej straży granicznej realizująca zadania bezpośrednio w ochronie granicy państwowej.

## Formowanie i zmiany organizacyjne
Strażnica została sformowana w 1945 w strukturze 29 komendy odcinka jako 136 strażnica WOP (Hola Czeremcha) o stanie 56 żołnierzy. Kierownictwo strażnicy stanowili: komendant strażnicy, zastępca komendanta do spraw polityczno-wychowawczych i zastępca do spraw zwiadu. Strażnica składała się z dwóch drużyn strzeleckich, drużyny fizylierów, drużyny łączności i gospodarczej. Etat przewidywał także instruktora do tresury psów służbowych oraz instruktora sanitarnego.
Od 15 marca 1954 wprowadzono nową numerację strażnic. Strażnica III kategorii otrzymała numer 130.
Z dniem 15. 11.1955 zlikwidowano sztab batalionu. Strażnica podporządkowana została bezpośrednio pod sztab brygady. W sztabie brygady wprowadzono stanowiska nieetatowych oficerów kierunkowych odpowiedzialnych za służbę graniczną strażnic .
W lipcu 1956 rozwiązano strażnicę . W jej miejsce zorganizowano placówkę graniczną WOP kategorii „B” Czeremcha. Placówka swoim zasięgiem obejmowała część powiatu hajnowskiego. W 1964 w Czeremsze stacjonowała placówka WOP nr 1 22 Białostockiego Oddziału Wojsk Ochrony Pogranicza.
W 1976, w strukturze Podlasko-Mazurskiej Brygady WOP, odtworzono strażnicę w Czeremsze.
Po rozwiązaniu w 1991 Wojsk Ochrony Pogranicza, strażnica Czeremcha weszła w podporządkowanie Podlaskiego Oddziału Straży Granicznej. W 1995 na stan etatowy 24 funkcjonariuszy, stan ewidencyjny wynosił 16 osób.
W 2003 strażnica została rozwiązana. Jej zadania przejęła Graniczna Placówka Kontrolna Czeremcha.
Na przełomie lipca i sierpnia 2016 rozpoczęła się rozbiórka Strażnicy. Plany dalszego zagospodarowania terenu nie są znane.

## Służba graniczna
Faktyczną ochronę granicy strażnica rozpoczęła w czerwcu 1946.
W 1960 1 placówka WOP Czeremcha ochraniała odcinek 41 000 m granicy państwowej od znaku granicznego 1347 do zn. gr. 1431.
Sąsiednie strażnice:
135 strażnica WOP Starzyna ⇔ 137 strażnica WOP Tokary – 1946

## Dowódcy/komendanci strażnicy
- ppor. Wojtowicz[5]
- kpt. Henryk Kulnio (dowódca placówki) – (1956-?)[13]
- kpt. SG Piotrowski Zbigniew (pierwszy komendant strażnicy SG)[14]